# Bo Stensson (Natt och Dag)
Bo Stensson (Natt och Dag), död mellan 1469 och 1477, var en svensk riddare, riksråd, hövitsman på Kalmar slott. Son till Sten Bosson (Natt och Dag) och Ingeborg Karlsdotter. Gift med Katarina Svensdotter (Sture).

## Biografi
Bo Stensson (Natt och Dag) var son till Sten Bosson (Natt och Dag) och Ingeborg Karlsdotter. Han var 23 oktober 1408 riddare och deltog 1413 i räfsteting i Östergötland. Bo Stensson var 1414, 1435 och ännu 1451 häradshövding i Bankekinds härad. Han var även riksråd och slöt sig 1434 till resningen mot kung Erik, fick 1436 jämte sin broder Bengt Stensson (Natt och Dag) befälet på Kalmar slott, vilket Karl Knutsson fråntog dem 1439. Bo Stensson begavs sig då till kung Erik, men ingick förlikning med Karl Knutsson 1440. Han beseglade 25 september 1445 som kung Kristoffers råd dennes stadfästelsebrev på Lübeck och andra hansestäders privilegier i Sverige. Bo Stensson var kung Karls råd 1453 och 1455, men deltog vi vid mötet i Skara 21 januari 1458 vid valet av kung Kristian den äldstes son till han efterträdare.
Han deltog med sina bröder i fejderna mot kyrkan och Karl Knutsson, med vilken han försonades 1440.

### Egendom
Bo Stensson ägde Bergunda i Bergunda socken.

### Familj
Bo Stensson gifte sig före 1426 med Katarina Svensdotter (Sture), dotter till riddaren och riksrådet Sven Sture. De fick tillsammans barnen riddaren Svante Sture (död före 1469), Sven Sture och riddaren och riksrådet Nils Bosson (Sture) (död 1494).
Barn:
1. Märta Bosdotter (Natt och Dag)